# Reza Nasehi
Reza Nasehi (sinh 12 tháng 6 năm 1984) là một cầu thủ bóng đá người Iran hiện tại thi đấu cho Padideh ở Iran Pro League.

## Sự nghiệp câu lạc bộ
Nasehi gia nhập Sepahan năm 2010.
| Thành tích câu lạc bộ | Thành tích câu lạc bộ | Thành tích câu lạc bộ | Giải vô địch | Giải vô địch | Cúp       | Cúp       | Châu lục | Châu lục  | Tổng cộng | Tổng cộng |
| Mùa giải              | Câu lạc bộ            | Giải vô địch          | Số trận      | Bàn thắng    | Số trận   | Bàn thắng | Số trận  | Bàn thắng | Số trận   | Bàn thắng |
| Iran                  | Iran                  | Iran                  | Giải vô địch | Giải vô địch | Cúp Hazfi | Cúp Hazfi | Châu Á   | Châu Á    | Tổng cộng | Tổng cộng |
| --------------------- | --------------------- | --------------------- | ------------ | ------------ | --------- | --------- | -------- | --------- | --------- | --------- |
| 2004–05               | Aboomoslem            | Pro League            | 9            | 0            |           |           | –        | –         |           |           |
| 2005–06               | Aboomoslem            | Pro League            | 26           | 1            |           |           | –        | –         |           |           |
| 2006–07               | Aboomoslem            | Pro League            | 24           | 2            |           |           | –        | –         |           |           |
| 2007–08               | Aboomoslem            | Pro League            | 31           | 1            | 2         | 0         | –        | –         | 33        | 1         |
| 2008–09               | Aboomoslem            | Pro League            | 30           | 2            | 2         | 1         | –        | –         | 32        | 3         |
| 2009–10               | Aboomoslem            | Pro League            | 31           | 8            |           |           | –        | –         |           |           |
| 2010–11               | Sepahan               | Pro League            | 4            | 0            | 1         | 0         | 0        | 0         | 5         | 0         |
| 2010–11               | Naft Tehran           | Pro League            | 16           | 2            | 0         | 0         | –        | –         | 16        | 2         |
| 2011–12               | Sepahan               | Pro League            | 13           | 0            | 0         | 0         | 0        | 0         | 13        | 0         |
| 2012–13               | Aluminium             | Pro League            | 28           | 5            | 0         | 0         | –        | –         | 28        | 5         |
| 2013–14               | Saipa                 | Pro League            | 18           | 0            | 0         | 0         | –        | –         | 18        | 0         |
| 2014–15               | Padideh               | Pro League            | 2            | 0            | 0         | 0         | –        | –         | 2         | 0         |
| Tổng cộng sự nghiệp   | Tổng cộng sự nghiệp   | Tổng cộng sự nghiệp   | 232          | 21           |           |           | 0        | 0         |           |           |

## Danh hiệu

### Câu lạc bộ
- Iran's Premier Football League
  - Vô địch: 2
    - 2010/11 với Sepahan
    - 2011/12 với Sepahan